# Epidendrum paniculatum
Epidendrum paniculatum là một loài lan thuộc chi Epidendrum.

## Phân loại
Reichenbach xác định rằng E. fastigiatum Lindl., 1853, E. floribundum Kunth, 1816, và E. paniculatum Ruiz & Pav., 1798, bao gồm cả E. cuspidatum Lindl. (1853), E. laevi Lindl. (1844), và E. longicrure Lindl. (1853) là 3 loài riêng biệt. Do E. fastigiatum Lindl., 1853 và E. paniculatum Ruiz & Pav., 1798 có phần dưới của cụm hoa được che phủ trong các màng bao xếp lợp, nên Reichenbach đã đặt chúng trong đoạn Amphiglotium Polycladia. Do E. floribundum Kunth, 1816 không có màng bao xếp lợp ở phần dưới của cụm hoa nên Reichenbach đặt nó trong phân đoạn Euepidendrum Planifolia Paniculata.
Tuy nhiên, theo World Checklist of Selected Plant Families của Vườn Thực vật Hoàng gia Kew, E. fastigiatum Lindl., 1853 và E. floribundum Kunth, 1816 đều là các tên gọi đồng nghĩa của Epidendrum paniculatum Ruiz & Pav., 1798.
Năm 1984, số nhiễm sắc thể lưỡng bội của một cây đơn lẻ được nhận dạng như là E. floribundum Kunth đã được xác định là 2n = 40

## Hình ảnh

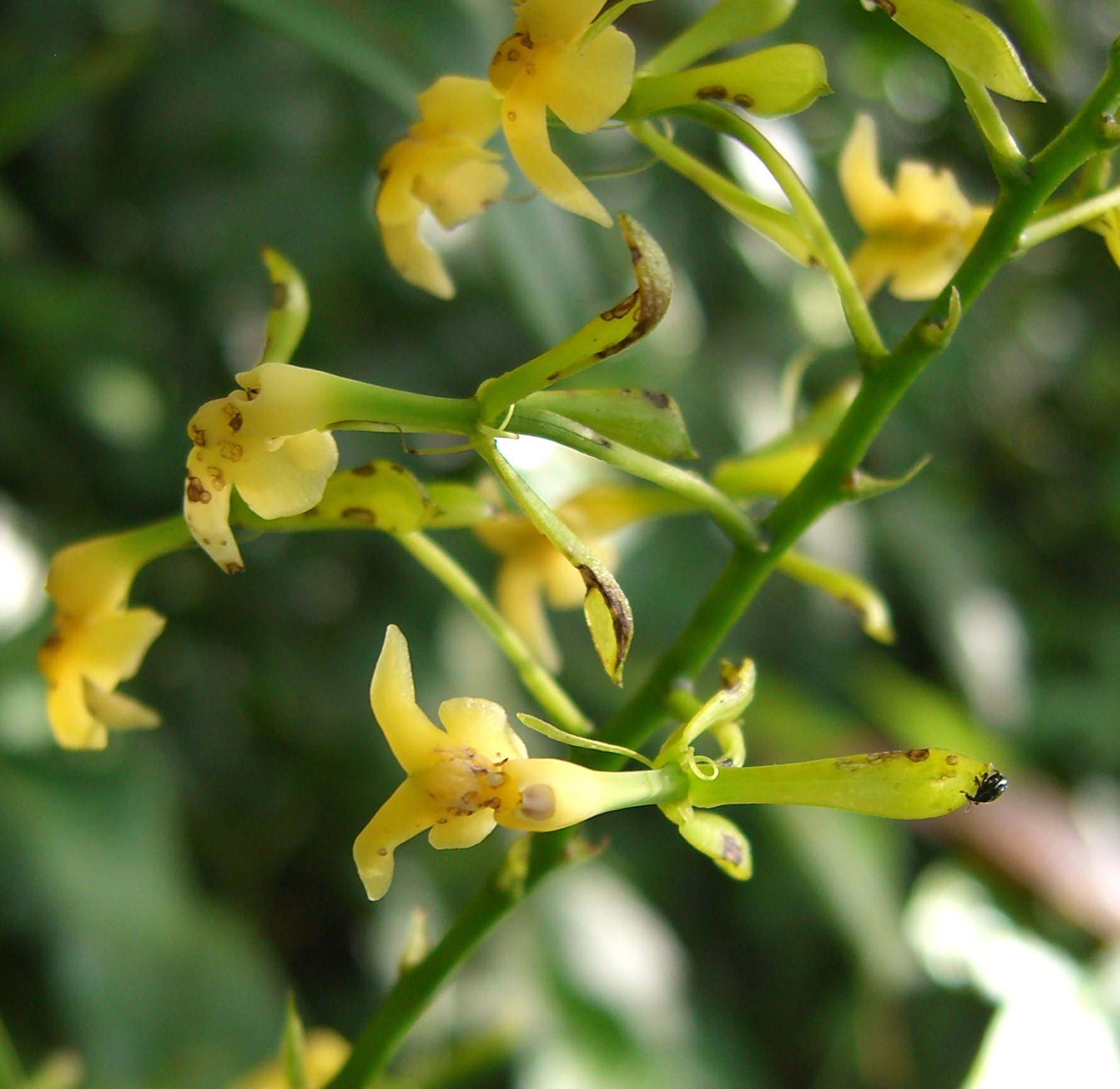
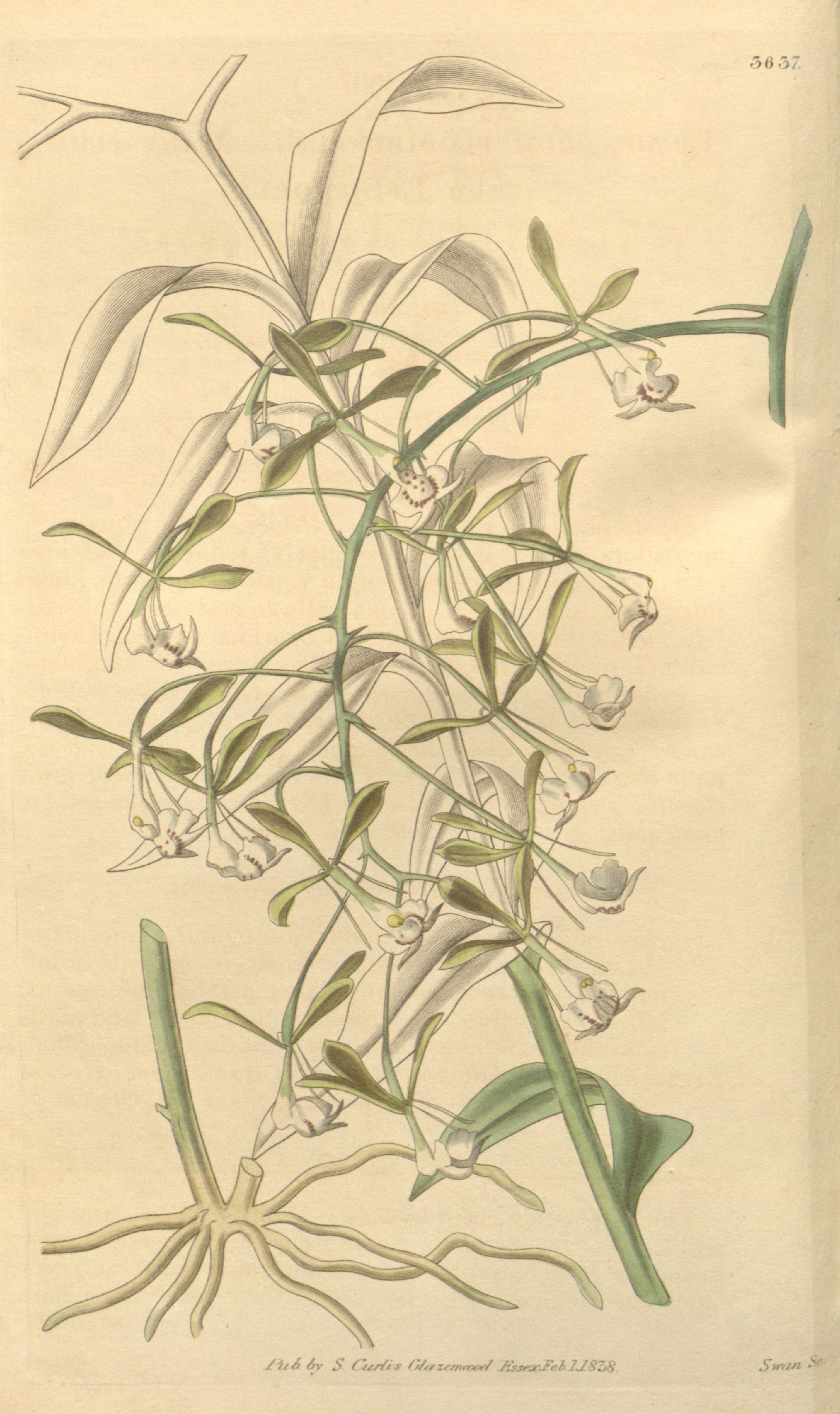
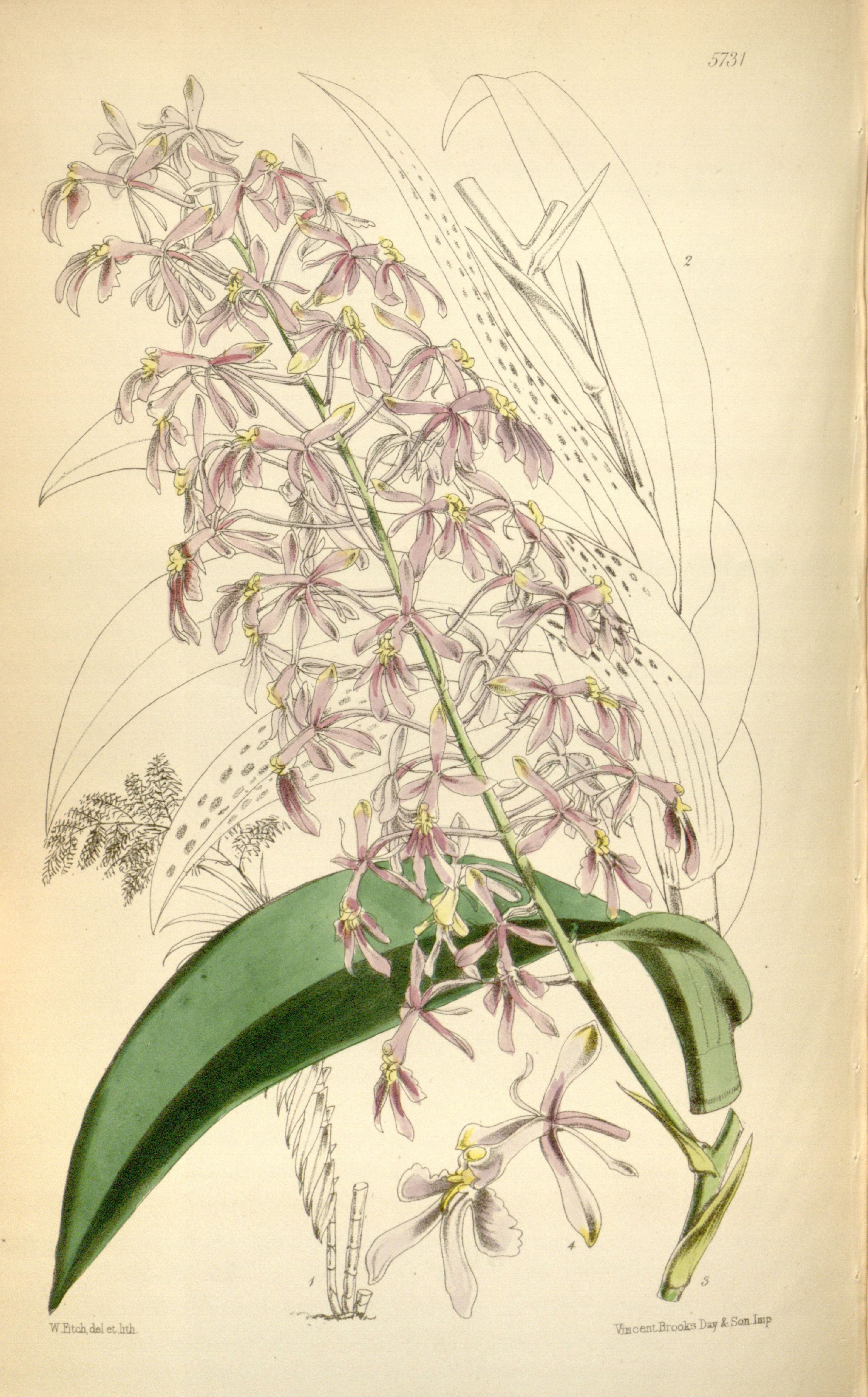